# NGC 1683
NGC 1683 is een spiraalvormig sterrenstelsel in het sterrenbeeld Orion. Het hemelobject werd in 1850 ontdekt door Johnstone Stoney, assistent van de Ierse astronoom William Parsons.

## Synoniemen
- PGC 16209
- NPM1G -03.0218